# Якуб Штепанек
Якуб Штепанек (чеськ. Jakub Štěpánek; 20 червня 1986, м. Всетін, ЧССР) — чеський хокеїст, воротар. Виступає за «Сєвєрсталь» (Череповець) у Континентальній хокейній лізі. 
Вихованець хокейної школи ХК «Всетін». Виступав за ХК «Острава», ХК «Вітковіце», ХК «Поруба», СКА (Санкт-Петербург), СК «Берн».
В чемпіонатах Чехії — 77 матчів, у плей-оф — 36 матчів.
У складі національної збірної Чехії учасник зимових Олімпійських ігор 2010 (0 матчів); учасник чемпіонатів світу 2009, 2010, 2011 і 2012 (11 матчів).
Досягнення
- Чемпіон світу (2010), бронзовий призер (2011, 2012)
- Володар Кубка Шпенглера (2010).
- Чемпіон Швейцарії 2016 в складі СК «Берн».